# Louis Devilliars
Louis Devilliars, ou Louis Devillars, Louis de Villars, Louis Devilliard,  est un architecte français, né à Troyes vers 1711, et mort à La Roche-Guyon en octobre 1774.

## Biographie
Louis Devilliars a été l'architecte de la famille de La Rochefoucauld.
C'est probablement l'élève de l'Académie royale d'architecture qui a été admis à se présenter au grand prix de l'Académie royale d'architecture, il a obtenu le 2e grand prix en 1729 sous le nom de Villiars et le 3e grand prix en 1730 sous le nom de Louis Daviler.
Il est employé par l'archevêque de Rouen Nicolas II de Saulx-Tavannes au château de Gaillon en 1737-1739 avec les aménagements de les terrasses de la cour, les canalisations des fontaines et le mur du par. Son successeur lui fait aussi réaliser des ouvrages entre 1770 et 1773.
En 1736, le duc Alexandre de La Rochefoucauld lui confie la tâche de l'arpentage du duché pour en établir une carte et un atlas terrier.
Il fait ensuite plusieurs constructions pour le duc de La Rochefoucauld ce qui le fait désigner comme l'« architecte des bâtiments de Monsieur le duc ». Cette position lui vaut de pouvoir loger dans l'hôtel de La Rochefoucauld, rue de Seine, quand il se rend à Paris.
Il dirige la construction et l'aménagement du pavillon d'Enville du château de La Roche-Guyon, entre 1767 et 1771.
Il s'est marié à La Roche-Guyon, le 10 janvier 1757, à 46 ans, avec Angélique Vallot, âgée de 17 ans, fille d'un ancien officier du roi, bourgeois de La Roche-Guyon, Jean Vallot.
Il est inhumé le 7 octobre 1774 dans le cimetière de La Roche-Guyon, laissant trois enfants mineurs.